# Пер Карлссон
Пер Ка́рлссон (швед. Per Karlsson, нар. 2 січня 1986, Стокгольм) — шведський футболіст, захисник клубу АІК.

## Клубна кар'єра
Народився 2 січня 1986 року в місті Стокгольм. Вихованець футбольної школи клубу АІК. Дорослу футбольну кар'єру розпочав 2003 року в основній команді того ж клубу, в якій провів два сезони, взявши участь у 16 матчах чемпіонату.
У сезонах 2006 та 2007 років грав по одному сезону у складі «Весбю Юнайтед» та «Отвідабергс ФФ».
До складу клубу АІК повернувся на початку 2008 року. Після повернення став основним гравцем стокгольмського клубу і встиг відіграти за команду з Стокгольма 101 матч в національному чемпіонаті. За цей час виборов титул чемпіона Швеції, а також став володарем кубка та суперкубка країни.

## Виступи за збірні
Протягом 2007–2009 років залучався до складу молодіжної збірної Швеції. На молодіжному рівні зіграв у 15 офіційних матчах.
20 січня 2010 року дебютував в офіційних матчах у складі національної збірної Швеції в товариській грі проти збірної Омана. Наразі цей матч залишається для Пера єдиним у формі «тре крунур».

## Досягнення
АІК
- Чемпіон Швеції: 2009
- Володар Кубка Швеції: 2009
- Володар Суперкубка Швеції: 2010

Особисті досягнення
- Захисник року Аллсвенскан: 2018[1]